# Demeanor
Demeanor is een nummer van de Amerikaanse rapper Pop Smoke uit 2021, in samenwerking met de Britse zangeres Dua Lipa. Het is de tweede single van Faith, het tweede postuum album van Pop Smoke.
In "Demeanor" heeft Pop Smoke het over zijn verleden in armoede, terwijl vrouwen van hem onder de indruk waren. Dua Lipa brengt in haar couplet een eerbetoon aan Pop Smoke. "Demeanor" is een dansbaar nummer dat naar disco neigt. Diverse muziekcritici beklaagden zich over het feit dat dit niet iets was wat Pop Smoke zou maken. Het nummer werd in een paar landen een hit. Waar het in de Amerikaanse Billboard Hot 100 flopte met een 86e positie, was het in het Verenigd Koninkrijk wel succesvol met een 14e positie. In het Nederlandse taalgebied werden geen hitlijsten gehaald.